# Pterolophia nigroconjuncta
Pterolophia nigroconjuncta là một loài bọ cánh cứng trong họ Cerambycidae.